# جوردن ريتشاردز (لاعب كرة قدم أمريكية)
جوردن ريتشاردز (بالإنجليزية: Jordan Richards)‏ هو لاعب كرة قدم أمريكية أمريكي، ولد في 23 يناير 1993 في فولسوم في الولايات المتحدة.

## وصلات خارجية
- جوردن ريتشاردز على موقع مرجع كرة القدم المحترفة.كوم (الإنجليزية)